# 愛的代價
參數所指定的目標頁面不存在，建議更正成存在頁面或直接建立下列一個頁面（建立前請先搜尋是否有合適的存在頁面可以取代）：
- 愛的代價 (電影)

《爱的代价》是一首中文流行歌曲，李宗盛作词作曲，是台湾电影《三个夏天》（又名《哥哥的情人》）的主题曲，1992年由滾石唱片出品。2013年李宗盛在「李宗盛感性與理性演唱會」台北場唱〈愛的代價〉時，唱到第二段，忽然哽咽無法出聲，經過整整二十秒後才能重新開口；哽咽過後，還是繼續唱完，淋漓盡致，熱淚盈眶，正如張艾嘉所說：「關於我們的事情，你們通通都猜錯。」

## 演唱者、录音室专辑、发行时间
- 张艾嘉——《爱的代价》——1992年
- 李宗盛——《李宗盛的音乐旅程 不舍》——1994年6月
- 梁咏琪——《最愛梁詠琪》——2000年